# Alexandriai Szent Aurélia
Alexandriai Szent Aurélia keresztény vértanú (Alexandria, 244 körül – Róma, 260. december 2.).

## Származása, megtérése
Alexandriai Szent Aurélia az egyiptomi Alexandriában  született a Kr. u. 3. század negyvenes éveiben.  Valerianus alatt szenvedett mártírhalált családja több tagjával: a négy unokatestvérével (Adria, Paolina, Neone és Mária), anyjával, Martanával és egyik nagynénjével együtt.
A lány apjáról története nem beszél, nevét sem említi, talán azért, mert korán elvesztette, de annyit tudunk, hogy édesanyja volt első és egyetlen tanítója az erényben és a keresztény tanokban.
Egyszer csak híre jött, hogy két unokatestvére Adria és Paolina, és azok gyermekei, mártíromságot szenvedtek Rómában. Anyjával azonnal elrendezték ügyeiket Alexandriában, elindultak a birodalom fővárosa felé, s a vágytól hajtva, hogy megtiszteljék a hit e dicső bajnokainak emlékét, szállásukat az ő sírjuk mellett, Szent Sebestyén katakombáiban rendezték be.
Történelmi dokumentumokból tudjuk, amelyeket megcáfolhatatlan orvosi vizsgálat erősített meg, hogy Aurélia még nem volt több tizenhat évesnél, amikor férjhez ment Claudius Düonüszoszhoz, egy ifjú patríciushoz, és pár hónappal azután életét adta Jézus Krisztusért.
A férje, Claudius még pogány volt házasságkötésük idején, de nem sokáig tudott ellenállni a felesége életszentségének, és röviddel egybekelésük után megkeresztelkedett.
Talán Claudius néhány riválisának irigysége, talán némely rokona kapzsisága okán a keresztény hit terjesztéséért vád alá helyezték anyjával és egyik nagynénjével együtt, tán Valerianus császár ösztönzésére (aki I. Sápúr perzsa király fogságába esett), de még az előtt, hogy fia Gallienus véget vetett volna a keresztényüldözésnek.

## Mártíromsága
A bíróságra vitték őket, Secondianus bíró elé, aki az ígérte, hogy amennyiben a lány tömjént áldoz a (pogány) bálványoknak, nem ítéli el, de mindhiába: Aurélia kitartott Krisztus iránti hűsége mellett, így lefejezésre ítélték.  Még a kínzásnál is rosszabb volt látnia anyja és nagynénje lefejezését, a kivégzése előtti napon. 260. december 2-án, Auréliát is arrafelé vitték a börtönből a kivégzésére, ahol a földön anyja és nagynénje lefejezett teteme feküdt, majd egy kardcsapással leválasztották az ő szép fejét is a törzséről.

## Első temetése
Dionüszosz Claudius aranyban mért súlyáért kapta meg mártír felesége föláldozott testét, majd szép márványsírba helyezte a Priscilla-katakombákban, mellé temetve egy Aurélia vérével teli ampullát is, amely az elszenvedett vértanúságot jelképezte. Ezen sír gondozása volt, amíg csak élt, napi zarándoklatainak célja. De félvén, hogy az idő múltával az értékes szarkofág elveszti a szent asszony emlékét, illetve, hogy a szent test összekeveredik más vértanúk maradványaival, befödte egy sima márványlappal, amelyre a következő sírfeliratot vésette: Clodius Dionysius Aureliae Alexandriae coniugi benemerenti fecit (Claudius Düonüszosz emelte Alexandriai Auréliának, nagyérdemű hitvesének).

## Emlékezete
1500 évvel később, Vittorio Amedeo delle Lanze bíboros, Fruttaria in San Benigno Canavese apátura, aki Rómában befolyásos személyiség volt, XIII. Kelemen pápától engedélyt nyert arra, hogy 1758. november 13-án a szent testét, a vérét tartalmazó ampulla és sírköve szilánkjaival együtt, összegyűjtethesse magánkápolnája számára.
Végül Montanaro plébániatemploma fölszentelésére, 1765-ben a szent testet a hasonnevű községnek adományozta, amely tulajdonilag és lelkileg is az apátsághoz tartozik. Az ereklyét az új templomba vitték át, ahol ma is romlatlan, ép állapotban látható.